# カーブ (球種)
カーブ（英: curveball）は、野球における球種の1つである。比較的遅い球速で投手の利き腕と反対の方向に大きく曲がりながら落ちる（この項では混乱を防ぐため、球種はカーブ、曲がるは一般的な意味とする）。

## 概要
ベルヌーイの定理によれば、ボールは回転する方向に曲がるという物理的性質を持っている。つまりは球の回転速度が速ければ速いだけ、曲がる角度も鋭くなる。このため、人間としては手首や腕の柔軟さが上達の程度に影響してくる。トップスピンとサイドスピン（利き腕と反対方向）の中間の回転軸を持ち、回転軸がトップスピン側に傾いていれば縦方向の、サイドスピン側に傾いていれば横方向の変化が大きい物になり、総じて球速が遅く山なりの弧を描くのが特徴である。弧を描く軌道の影響などでホームベースへの到達時間は直線的な軌道の球よりも長くなる。弧を描く軌道に加え、速球との球速差により、打者は錯覚してボールがなかなか来ないことを減速しているように感じることもあり、ブレーキがかかる等とも表現される。
アル・キャンパニスは『ドジャースの戦法』の中で、サイドスローからカーブを投げるのは比較的容易であり、右投手が投げるカーブは右打者に効果的であるが、左打者に対してはあまり有効にはならないため、カーブを投げるのであれば、オーバースローかスリークォーターから投げるべきだと説いている。
緩急をつけて打者のタイミングを外す目的で使われる場合が多いが、江川卓、桑田真澄、サンディー・コーファックス、工藤公康、クレイトン・カーショウなどは決め球として大きく曲げる変化をつけて投げる投手もいる。一方、変化が小さかったり、キレの無いカーブを「ションベンカーブ」などと揶揄して呼ぶことがある。
伊東勤、岩本勉らは、他の球種と違い全力で投げなくてもよいため疲労が蓄積しないこと、大きく弧を描く軌道が打者の目線とタイミングをずらせることなどを利点として挙げている。また、中西親志や金子千尋らはキレがないカーブでもあえて投げることで他の球種を生かす見せ球としての効果があることを指摘している。川口和久は試合中にカーブを投げることでフォームの修正を行うことができる点を利点に挙げている。試合中のピッチャーは肘の位置が下がることで調子を落とすことがある。その際にカーブを多投することで肘の位置が高くなり、フォームが矯正されるという。川口以前にも、金田正一も同様の考え方で不調時にカーブを多投していたと言われる。桑田真澄や桑田から指導を受けた菅野智之も、ブルペンでカーブを投げることでリリースポイントの修正を行っている。
一方、その立体的な軌道ゆえに球審にとっても判定が難しい球種であるため、桑田や工藤は「審判がストライクにとってくれないんですよ」「ストライクにとってくれないんだから投げたくても投げられない」と、試合における現実的な問題を指摘している。

## 投げ方

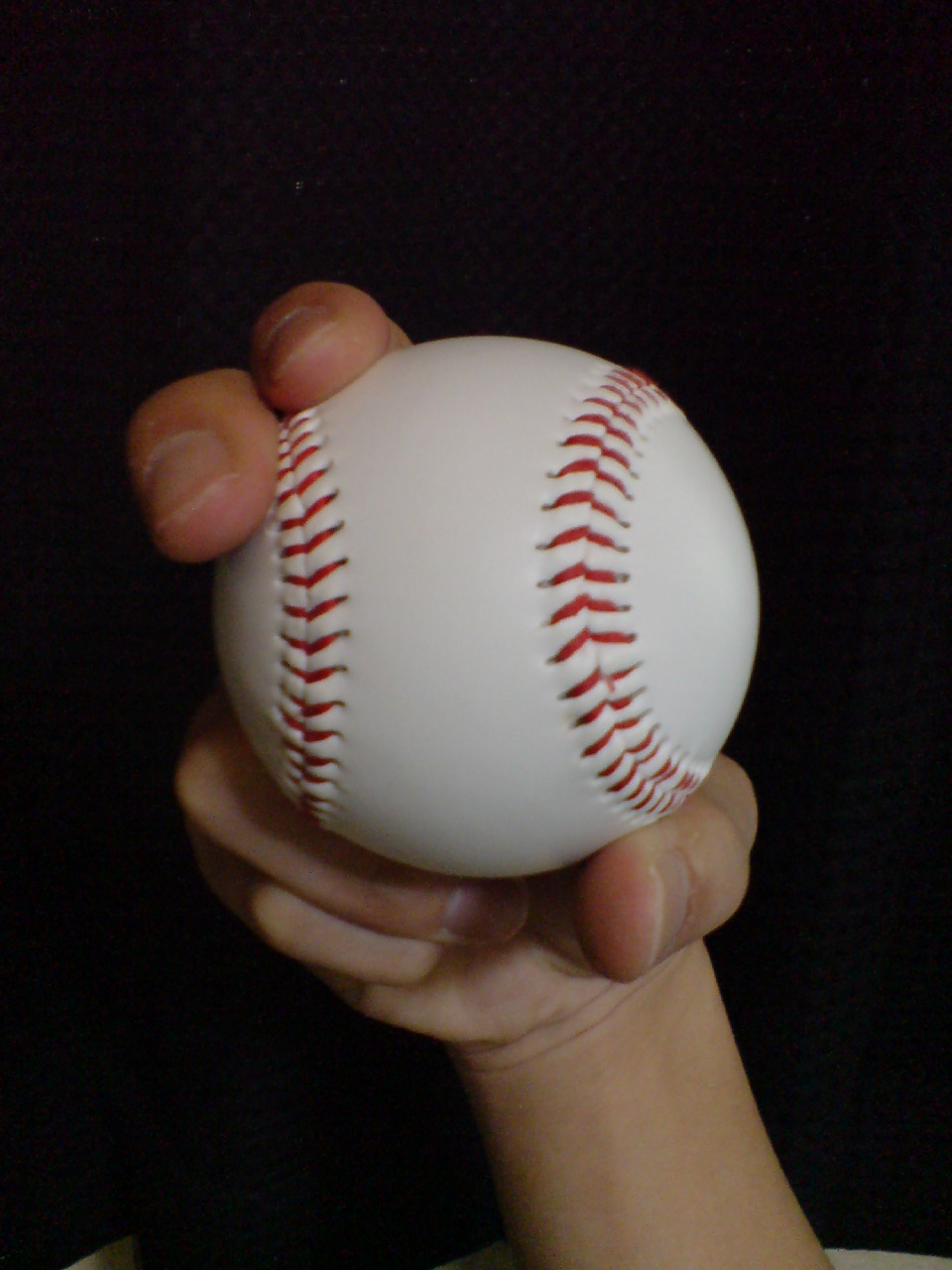
カーブの握りの例

基本的にはボールの上下か左右に縫い目が来る形から親指を右下の縫い目、人差し指を左上の縫い目のすぐ上、中指もすぐ斜め左下に置き、手首を深く曲げて、リリースの際には指先で弾くように回転を与えるか抜いて投げる。投法やリリースの違いで変化も様々である。また、大きく曲がるカーブは球速を殺しつつ強い回転をかける必要がある事から習得が困難とされる場合もある。
桑田真澄は自身のカーブの投げ方について「①人差し指と中指は開かずくっつけたフォーシームの指の状態で、指はボールの真ん中からやや外側の縫い目の部分に中指をかけ、人差し指は浮かせる。その際、親指も縫い目にかけてボールを握る。②ボールを握って腕を振る時に空手チョップのイメージで腕を振り、手首はひねらずボールを抜くようにして投げる。③ボールが中指から離れる瞬間に、中指を手前に引くようにしてボールを引っ掻く」と説明している。

## 歴史
キャンディ・カミングスがクラムシェルの貝殻を空中に投げる子供の遊びを参考に1867年に初めて投げたというが、フレッド・ゴールドスミスがカーブの発明者という説もある。1870年8月16日、ニューヨーク市ブルックリンのキャピトリン・グラウンズにてスポーツライターのヘンリー・チャドウィックの起案により、カーブの変化は目の錯覚でないことを実証するためのデモンストレーションが行われ、ゴールドスミスがカーブを投げた。日本では新橋アスレチック倶楽部の平岡凞が最初にカーブを投げたと言われている。
1949年にはシコルスキー・エアクラフト社の空気力学技師であったラルフ・B・ライトフットが風洞実験を行い、ボールの回転によるマグヌス効果の発生と変化を確認し、カーブの変化の原理が科学的に証明された。
日本プロ野球（以下NPB）では最もポピュラーな変化球だったが、スプリット、カット・ファスト・ボール、ツーシームなど高速系変化球の流行もあり、1980年代半ば以降、カーブを投げる投手は減少傾向にある。

## 種類

### スローカーブ
カーブの中でも特に球速が遅く、なおかつ大きく曲がるものを、通常のカーブとは区別してスローカーブ（英: Slow Curve）と称する。速球との球速差・変化量が共に激しく、タイミング・ミートポイントを合わせづらい。
場合によっては速球との球速差が40～50km/h以上にもなり、打者から見ればタイミングを合わせにくい。さらに、上から落ちてくるような軌道でストライクゾーンに入り込んでくるため、非常にミートがしづらい。
直球が速いほど球速差が大きくなって効果的なため、使い手としては金田正一、堀内恒夫、今中慎二、岸孝之などの本格派が多い。
逆に直球の遅い投手が緩急をつける目的で多投することもあり、星野伸之、山本昌、石川雅規などがその典型である。

### パワーカーブ
スローカーブとは逆にカーブとしては球速が速く、鋭く大きく曲がるものをパワーカーブ（英: Power Curve）と称することがある。通常のカーブと異なり、タイミングを外すよりも変化の鋭さで空振りを狙う。
MLBではスパイクカーブ (英：Spike Curve) 、NPBではハードカーブ（英：Hard Curve）などと呼ばれ、本格派の投手に多用されている。
代表的なNPBの使い手としてはT.バウアー、沢村栄治、外木場義郎、ダルビッシュ有、石川柊太などが有名。また、MLBではペドロ・マルティネス、A.J.バーネット、デビッド・プライス、トニー・バーネットなどが有名である。
例外として、杉浦忠はサイドスローからほぼ真横に大きく曲がるカーブを投げた。

### ドロップカーブ
ドロップカーブ（英: Drop Curve）とは、通常のカーブよりもトップスピン成分が多く、垂直方向に大きく変化する球種。
19世紀から存在し、元々はカーブと別の球種として扱われていたが、変化・投法の類似点から同一種とみなされるようになった。打者の視線を上下させ、目測を狂わすのに効果的。球速や変化量を調節しやすく、球種の少ない時代は大半のオーバースロー投手に多用され、フォークボール普及前のNPBでは「落ちる球」の代表格であった。
NPBでは単にドロップまたは縦のカーブ、MLBでは12to6（トゥウェルブ・トゥ・シックス）カーブ（時計の12時から6時のような方向に曲がることから）と呼ばれている。
日本人投手の最初の使い手は、日本野球創生期に旧制第一高等学校の投手だった青井鉞男。横浜外人居留地運動場を訪問時に習得したとされ、1896年（明治29年）5月23日に同運動場で一高ベースボールチームを率いて横浜外人クラブと対戦した際、外国人チームに勝利した記録もある。
代表的なNPBの使い手としては沢村栄治や金田正一、堀内恒夫、権藤博、金子千尋、武田翔太、岸孝之などが挙げられる。また、MLBではサイ・ヤングやサンディー・コーファックス、ノーラン・ライアン、ボブ・ギブソン、クレイトン・カーショウ、アダム・ウェインライトなどが有名である。

### ナックルカーブ

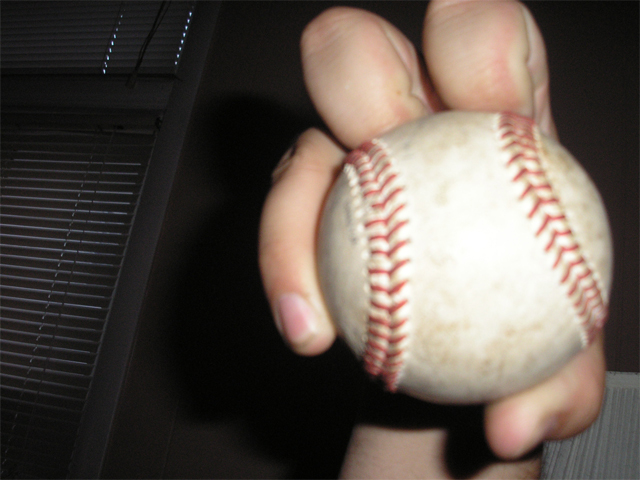
ナックルカーブの握りの例

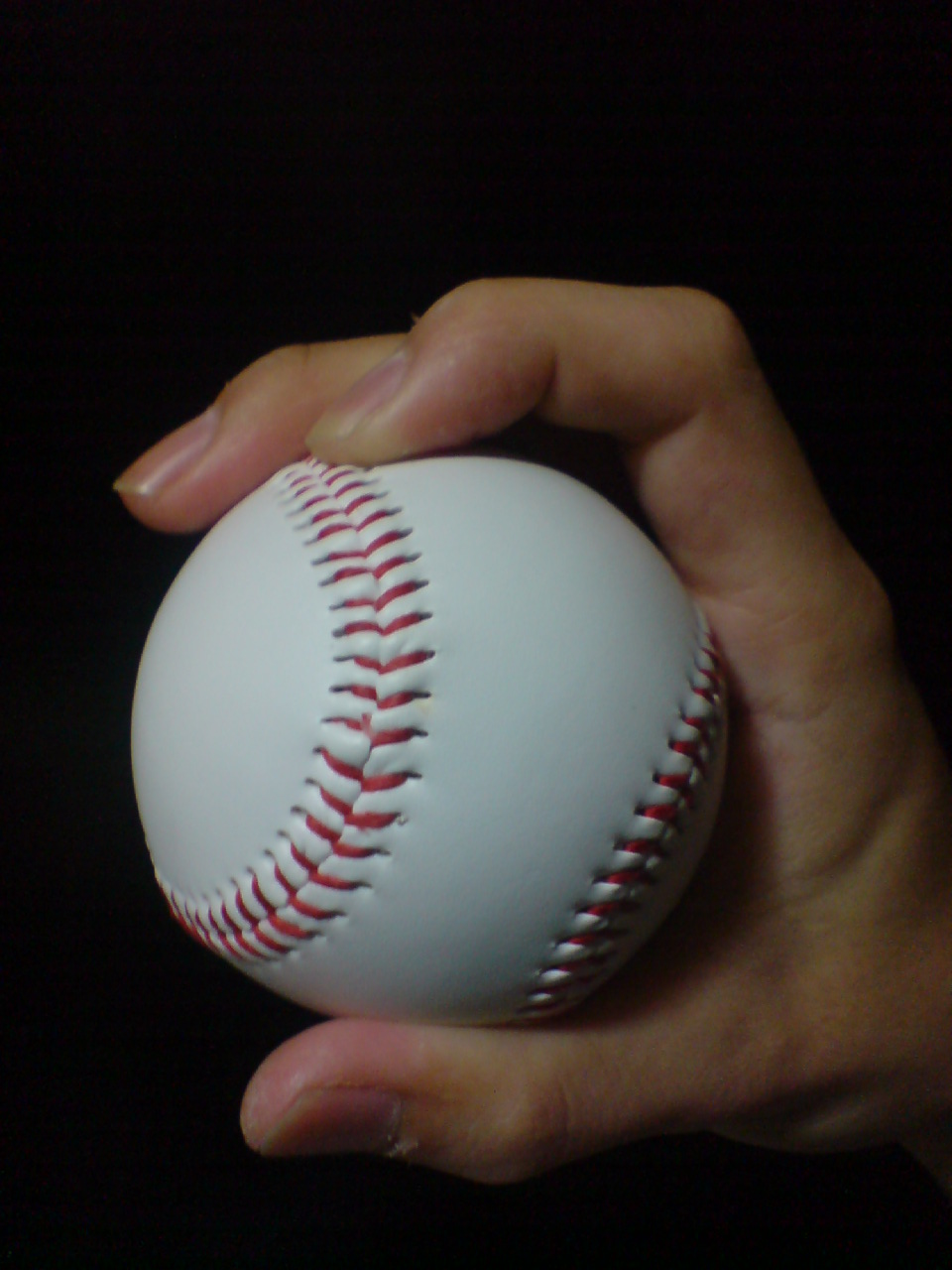
ナックルカーブの握りの例

ナックルカーブ（英: Knuckle Curve）とは、通常のカーブよりも縦に大きく落ちる球種。
人差し指（あるいは人差し指と中指）をボールに立てて握る。リリース時、立てた指を弾くようにして回転をかけるタイプと、立てた指をボールに食い込ませるようにして回転をかけるタイプの2通りの投げ方がある。いずれの握り方にしても、制球が難しいという懸念がある。
日本人選手では廣田浩章が1980年代後半から投げていたが、この頃はまだナックルカーブという認知も薄く、廣田本人もナックルとして投げていた。代表的なNPBの使い手としては五十嵐亮太、リック・バンデンハーク、ブランドン・ディクソンらが有名。MLBではマイク・ムッシーナが知られ、ペドロ・マルティネス、A.J.バーネットのパワーカーブも握りはナックルカーブである。また、クレイグ・キンブレルなど、握りはナックルカーブでもスライダーやスラーブに近い変化をする投手も存在する。
指を立てる握り方にナックルボールとの類似性がみられるが、ナックルボールが回転させないように投げるのに対し、ナックルカーブは強い順回転をかけることで変化させる全く別の変化球である。

### 宜野座カーブ
沖縄県立宜野座高等学校野球部監督の奥濱正が選手に伝える特殊なカーブであり、強烈な縦回転が特徴。第73回選抜高等学校野球大会に21世紀枠で出場した比嘉裕の持ち球として話題となった。
内から外へシュートの捻転を行い人差し指で縫い目を切り、強烈な回転をつける投法で投げられる。奥濱はかつて経験した円盤投げを思い出し、その原理を応用してこのカーブを開発した。変化方向と逆に腕をひねるため「ありえない」「ケガをする」と批判も多かったが、奥濱は「本来、ボールを投げた後は腕は外側に向く。むしろ普通のカーブは、内側にひねってしまっている。宜野座カーブは理にかなっているボールだと思うんです」と主張した。
この球が有名になると、多い年には奥濱のもとに50人近くの指導者が全国から「教えてほしい」と訪れたが、時間をかけて投手にゆっくりと染みこませる変化球であったため、他校ではほとんど定着しなかった。
2019年5月時点で58歳となり高校の定年が近付き、腎臓の持病により私立高校で指導を続ける見込みも薄い奥濱は宜野座カーブの技術の断絶の恐れを案じていた。